# گابریلا زاپولسکا
گابریلا زاپولسکا (لهستانی: Gabriela Zapolska؛ ۳۰ مارس ۱۸۵۷ – ۲۱ دسامبر ۱۹۲۱)، نمایش‌نامه‌نویس، پاورقی‌نویس و رمان‌نویس ناتورالیست اهل لهستان بود. اثر مشهورش، تراژدی-کمدی اخلاقیات خانم دولسکا از پایه‌های ادبیات نمایشی مدرن لهستان به‌شمار می‌رود.
او بازیگر تئاتر نیز بود و در بیش از ۲۰۰ نمایش در شهرهای ورشو، کراکوف، پوزنان، لووف، سن پترزبورگ و پاریس به روی صحنه رفت.